# Delphi (Indiana)
Delphi is een plaats (city) in de Amerikaanse staat Indiana, en valt bestuurlijk gezien onder Carroll County.

## Demografie
Bij de volkstelling in 2000 werd het aantal inwoners vastgesteld op 3015.
In 2006 is het aantal inwoners door het United States Census Bureau geschat op 2977, een daling van 38 (-1,3%).

## Geografie
Volgens het United States Census Bureau beslaat de plaats een oppervlakte van
6,6 km², geheel bestaande uit land. Delphi ligt op ongeveer 208 m boven zeeniveau.

## Plaatsen in de nabije omgeving
De onderstaande figuur toont nabijgelegen plaatsen in een straal van 20 km rond Delphi.